# O zločinech a trestech

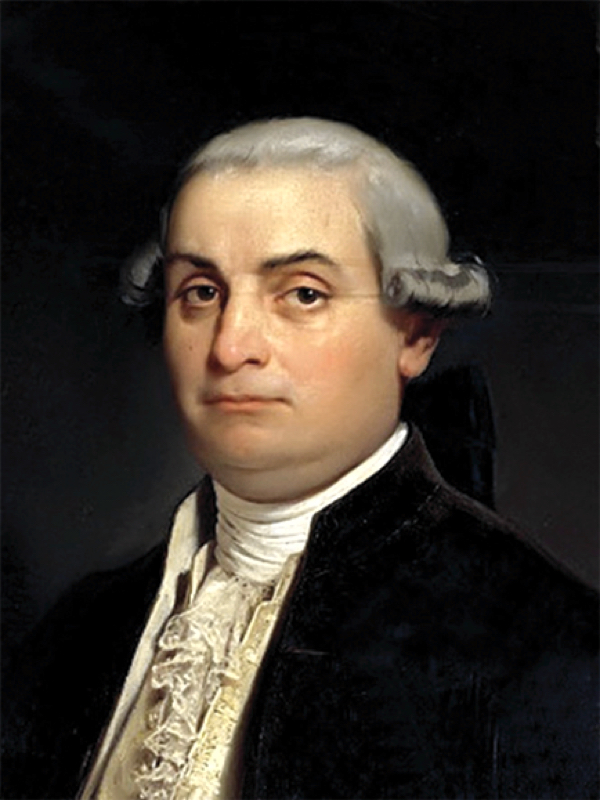
Cesare Beccaria

O zločinech a trestech (Dei delitti e delle pene) je pojednání z roku 1764, jehož autorem byl italský aristokrat Cesare Beccaria (1738–1794).

## Rozbor díla
Esej O zločinech a trestech je shrnutím Beccariovy teorie, která spočívá na třech pilířích:
- všichni jednotlivci mají svobodnou vůli;
- všichni jednotlivci mají rozum;
- všichni jednotlivci jsou manipulovatelní.

Beccaria, jako všichni klasičtí teoretici, věřil, že všichni jednotlivci mají svobodnou vůli a jednají na jejím základě. Druhý pilíř, rozum, znamená že všichni jedinci rozumně hledají své vlastní uspokojení. To je klíč ve vztahu mezi zákonem a zločinem. Zatímco jednotlivci rozumně hledají své nejlepší zájmy, což ovšem může vést až k deviantnímu jednání, zákon, jehož cílem je uchovat společenskou smlouvu, se pokouší deviantní jednání zastavit. Tato dvě proti sobě směřující úsilí pak nutně končí spory mezi jednotlivcem a společnosti. Třetí pilíř, na kterém Beccariova teorie spočívá, je manipulovatelnost, všeobecně sdílený lidský motiv rozumového soukromého zájmu, který dělá lidský úkon předpověditelný, všeobecný a řiditelný. Prací trestního soudnictví je kontrolovat všechna sociálně deviantní jednání, kterých se svobodný jedinec může dopustit v honbě za osobním potěšením. To je snazší v důsledku skutečnosti, že lidské úkony jsou předvídatelné a řiditelné. S trestem nebo hrozbou trestu tak může trestní soudnictví ovládat svobodnou a rozumovou lidskou bytost. Úkolem trestního soudnictví je nalézt ty pravé tresty nebo hrozby.
Beccaria vyjádřil nejen potřebu trestního soudnictví, ale také vládní právo mít zákony a tresty. Věřil ve společenskou smlouvu nebo ideu, svobodní a racionální jednotlivci si vyberou žití ve společnosti namísto života v izolaci. Když si vyberou žití ve společnosti, pak se dobrovolně vzdávají některých svých svobod výměnou za bezpečí a komfort společnosti. Zákony jsou navrženy jako základ společnosti a jako pravidla pro určení, která jednání jsou povolená nebo zakázaná. Zákony jsou podmínky společnosti svobodných a rozumných jednotlivců.
Je tedy potřeba mít nějaký systém předpisů, zabezpečující, že jednotlivci ve společnosti jsou chráněni před osobami, nebo skupinami toužícími získat zpět svobody, ztracené ve společenské smlouvě, kteří chtějí způsobit újmu osobním svobodám ostatních ve společnosti. Beccaria píše: „Ale pouze mít ustanovené tyto předpisy není dostatečné, musí být bráněny proti soukromému uchvácení jednotlivci, kteří chtějí nejen svůj podíl, ale také podíl jiných jednotlivců ve společnosti.“ (O zločinech a trestech, Otto 1893, s. 12). Takže je potřeba, aby existovalo právo nad zákony a trestní soudnictví a aby bylo zajištěno, že všichni jednotlivci ve společnosti se řídí nebo poslouchají společenskou smlouvu.
Beccaria cítil potřebu existence státní moci a trestního soudnictví, má-li existovat kulturní společnost. Cítil, že státní moc v jeho době byla jen „trocha zbytků ze zákona starých lovců, zkompilovaných pro panovníka, který vládl před dvanácti stoletími v Cařihradu, smíšených longobardickými kmenovými zvyky a spojených do zmatených svazků temných a neautorizovaných vykladačů (O zločinech a trestech, Otto 1893, s. 3). Trestní soudnictví nebylo osvícenější, než státní moc.
Cítil, že trestní právo a zvláště „barbarské“ tresty z té doby potřebují reformu. Jeho pojednání „O zločinech a trestech“ bylo proto sepsáno s cílem vytvoření vzoru pro nové, osvícené, trestní soudnictví.
Jednou věcí, která je základem pro jakýkoli zákon týkající se trestního soudnictví, je to, že zákony mají být vytvořeny „klidným badatelem v lidské povaze“. Beccaria uváděl, že mnoho z platných zákonů je jen „pouhým nástrojem něčích vášní vzejitých z náhodné a dočasné potřeby“ (Otto 1893, s. 8). Namísto toho, aby zákony byly vytvářeny vášněmi, Beccaria zdůrazňoval význam tvorby zákonů pro „největší štěstí sdílené největším počtem“. Pro zajištění toho, aby zákony tohoto druhu byly vytvořeny, studovaný a osvícený muž by měl tvořit zákony, které by měly přinést prospěch celému společenství, a tento muž by tak měl činit bez ohledu na své výhody nebo vášně. Zákon by měl být osvícený, rozumový, logický a měl by být největším dobrem pro mnohé. Beccaria cítil, že trestní právo by mělo být tvořeno rozumovou myšlenkou a nikoli vášněmi, tedy ani principem msty, nemělo by tedy platit biblické „oko za oko, zub za zub“.
Vytvořením trestního práva a trestního soudnictví musí být také stanovena rozumná forma trestu, Beccaria byl proti krutému trestání, ale cítil, že státní moc má právo a povinnost potrestat ty jednotlivce, kteří hrozí společnosti. Státní moc však má mít jen právo na uvalení takových trestů, které jsou za zločin nutné. Jak uvedl, „aby trest dosáhl svého cíle, musí jen převyšovat výhodu získanou ze zločinu, v tomto nadbytku zla má být zahrnuta jistota trestu a ztráta výhod, které možný zločin vyprodukoval. Všechno mimo to je přebytečné a proto tyranské.“ Státní moc mohla trestat, ale nemohla překročit to, co bylo nutné pro bezpečnost společnosti.
Pro vymezení toho, jaké množství trestu je nezbytné pro bezpečí a co je nadměrné, zákonodárci, „klidní studenti lidské povahy“ , musí přesně stanovit tresty za každý zločin. K zastavení jednotlivce, aby se nedopouštěl nedovolených jednání, musí být takové tresty, aby cena byla vyšší, než potěšení plynoucí z deviantního jednání. Jakýkoliv trest, který bude hrubě nebo naopak jen mírně přesahovat výši nezbytnou k zastavení jednotlivce od nedovoleného jednání, má být považován za neoprávněný.
Beccaria jde ve své kriminologické teorii dokonce ještě dál. Dává mnoho příkladů o tom, jak by měl systém pracovat. Nabízí zvláštní principy, které může užívat k udržování bezpečnosti ve společnosti jen státní moc. Hovoří o zatčeních, soudních slyšeních, vazbách, vězení, trestech smrti, zvláštních zločinech a o prevenci zločinu. Zásady, o kterých Beccaria píše, jsou:
- zákony musí být stanoveny zákonodárci;
- zákonodárci nemohou odsoudit osoby;
- soudci v trestněprávních případech nemohou interpretovat po svém zákony;
- zákony musí být jasné a bez potřeby výkladu;
- provinilec musí být souzen sobě rovnými;
- pachatel trestných činů má právo odmítnout část porotců;
- žádné tajné obvinění státní mocí se nepřipouští;
- soudci by měli být nestranní vyšetřovatelé pravd a neměli by být placeni tak, aby vyhledávali kriminálníky pro výdělek peněz.

Beccaria zdůraznil význam jasných a známých zákonů, protože rozumná osoba nemůže udělat rozumnou rozumovou volbu, zda spáchat či nespáchat čin, pokud neví, že čin je zakázán. Jestliže zákony budou ujasněny, nepotřebují žádný výklad, jsou všeobecně známy, pak zločinnost klesne.
Beccaria navrhoval i pravidla a principy pro práva zatčeného provinilce. Pod tato pravidla zahrnul:
- trest vězení před usvědčením je důležitý a akceptovatelný (tedy akceptuje vazbu);
- zákony by měly zakazovat zavádějící nebo sugestivní otázky v líčení;
- žádné právo útrpné k vynucení doznání.

Beccaria napsal, že přísahy jsou nepoužitelné, neboť nepřinutí lháře mluvit pravdu, „každý soudce může souhlasit s tím, že žádná přísaha nedonutila pachatele trestných činů mluvit pravdu.“ (s. 29). Psal, že „je neodůvodněné trvat na tom, že ženy jsou příliš slabé na to, aby byly dobrými svědky.“ (s. 22). Také, když má být jedinec uvězněn ještě před soudem, měl by strávit méně času v líčení, ale více ve vězení, jestli je uznán vinným. Ovšem, jestli je jedinec uvězněný pro méně krutý zločin, mělo by mu být poskytnuto delší časové období v líčení a méně času ve vězení, pokud je uznán vinným. Beccaria používal velmi silná slova proti praktikám práva útrpného k dosažení přiznání. Věřil, že právo útrpné k dosažení přiznání nevinné osoby způsobilo této osobě trest, který si nezaslouží. Právo útrpné dělá také slabou osobu náchylnější k přiznání se ke zločinu, bez ohledu na vinu. Doznání z práva útrpného by nemělo být připouštěno, neboť nevinné osoby by se mohly doznat jen kvůli zastavení práva útrpného a navíc by mohly uvést nevinnou osobu jako spoluviníka. Doznání získané právem útrpným by mohlo způsobit, že slabá, nevinná osoba dostane trest, který si nezasloužila, a silná, vinná osoba, v důsledku nepřiznání se ke spáchání trestného činu, bude osvobozena.
Dva hlavní principy trestu jsou, že tresty, aby byly účinné, musí být jisté a rychlé. Beccaria uvádí, že „jistota trestu, dokonce i když je mírný, vždy udělá silnější dojem, než strach z hroznějšího trestu a naděje na beztrestnost“ (s. 58). Proto, aby trest byl účinný k zastavení dalších zločinů, musí být jistý, rychlý a neodvratný. V pojednání jsou uvedeny i další principy trestu a Beccaria do nich zahrnuje stanovení výše věznění pro každý zločin, jedinec by měl být potrestán i za pokus trestného činu, spoluviníci pracují společně na zločinu a měli by být potrestáni stejně, za nejdrsnější hříšné jednání nejdrsnější trest, zločiny proti osobám měly by být trestány tělesně a krádeže by měly být pokutovány. Beccaria byl silným odpůrcem trestu smrti, protože cítil, že dlouhá ztráta svobody je krutější než rychlá smrt. Napsal o trestu smrti „zdá se mi nemožné, že zákony, které jsou výrazem všeobecně známé vůle, která nenávidí zabití, měly by samy to páchat a kvůli odrazení státních příslušníků od vraždy, ony samy jednu spáchají.“ (str. 50). Ve svém pojednání napsal Beccaria krátkou kapitolu o předcházení trestným činům, protože si myslel, že předcházet trestným činům je lepší, než je trestat. Vyslovil devět principů nezbytných k efektivnímu předcházení trestným činům. Podle jeho názoru pro předcházení trestným činům se společnost musí:
1. Ujistit, že zákony jsou jasné a jednoduché;
2. Ujistit, že celý národ je jednotný v obhajobě zákonů;
3. Zákony musí existovat ne proti lidem, ale pro lidi;
4. Lidé se musí bát zákonů a ničeho jiného;
5. Existuje jistota výsledku zločinu;
6. Člen společnosti musí mít znalosti, protože osvícení doprovází svobodu;
7. Ctnost je odměněna;
8. Perfektní vzdělání;
9. Řídit zájem veřejných činitelů celkově k zachovávání zákonů spíše než k nezákonnosti;

Jestliže je těchto devět principů používáno, bude méně potřeba využívat jiné principy líčení a trestů.
Beccariova kriminologická teorie rozumové volby vychází z klasických myšlenek a je velmi příbuzná dnešním teoriím. Teorie rozumového výběru věří ve svobodnou vůli, kdy jednotlivci rozumem volí, zda spáchat zločiny, státní moc pak má právo a povinnost uchovávat obecné dobro. Rychlý, přísný a jistý trest připouští vládní dozor nad lidskou volbou a chováním, odstrašování a použití věznění a trestu předchází trestným činům.
Všeobecné odstrašování působí, že široká veřejnost nepáchá zločiny kvůli strachu ze zadržení, žaloby a přísného trestu. Specifické odstrašování užívá tresty pro zabránění deviantovi dopustit se zločinu, neboť říká, že jestli pachatel trestných činů dostal dostatečný trest za spáchaný čin, tak nespáchá čin znovu. Beccaria nerozebíral do hloubky obecné a specifické odstrašování, ale psal hlavně o metodě použití zákonů a trestů, kdy jistý a rychlý trest může odradit širokou veřejnost i specifické kriminálníky od zločinů. Beccaria také podporoval teorii rozumové volby použití věznění.

## České a slovenské překlady
- BECCARIA, Cesare. O zločinoch a trestoch. 1. vyd. Přeložila Oľga Pažitková. Bratislava: Kalligram, 2009. 125 s. ISBN 978-80-8101-252-5.
- BECCARIA, Cesare. O zločinech a trestech. Překlad Josef Sládeček. V Praze: Bursík a Kohout, 1893. 125 s.